# When the Persimmons Grew
Pour plus de détails, voir Fiche technique et Distribution.
When the Persimmons Grew (Xurmalar Yetişən Vaxt) est un film azerbaïdjanais réalisé par Hilal Baydarov, sorti en 2019.

## Synopsis
Dans une zone rurale d'Azerbaïdjan, une femme attend le retour de son fils. Quand il arrive, les discussions tournent autour de l'existence.

## Fiche technique
- Titre : When the Persimmons Grew
- Titre original : Xurmalar Yetişən Vaxt
- Réalisation : Hilal Baydarov
- Scénario : Hilal Baydarov
- Photographie : Hilal Baydarov
- Montage : Hilal Baydarov
- Production : Hilal Baydarov, Maéva Ranaïvojaona et Georg Tiller
- Société de production : Subobscura Films et Ucqar Film
- Pays :  Azerbaïdjan et  Autriche
- Genre : Documentaire
- Durée : 118 minutes
- Dates de sortie : 
  -  Suisse : 11 avril 2019 (Visions du réel)

## Distinctions
Le film a été présenté et récompensé dans de nombreux festivals :
- Visions du réel 2019 : Prix du jury et Prix interreligieux
- Festival du film de Sarajevo 2019 : Cœur de Sarajevo du meilleur documentaire
- Festival international du film du Kerala 2019 : sélection officielle en compétition
- Festival du film de Turin 2019 : sélection officielle en compétition
- Hainan International Film Festival 2019 : sélection officielle en compétition
- ethnocineca 2019 : sélection officielle en compétition
- Diagonale 2020 : sélection officielle en compétition
- Taiwan International Documentary Festival 2020 : sélection officielle en compétition